# 984

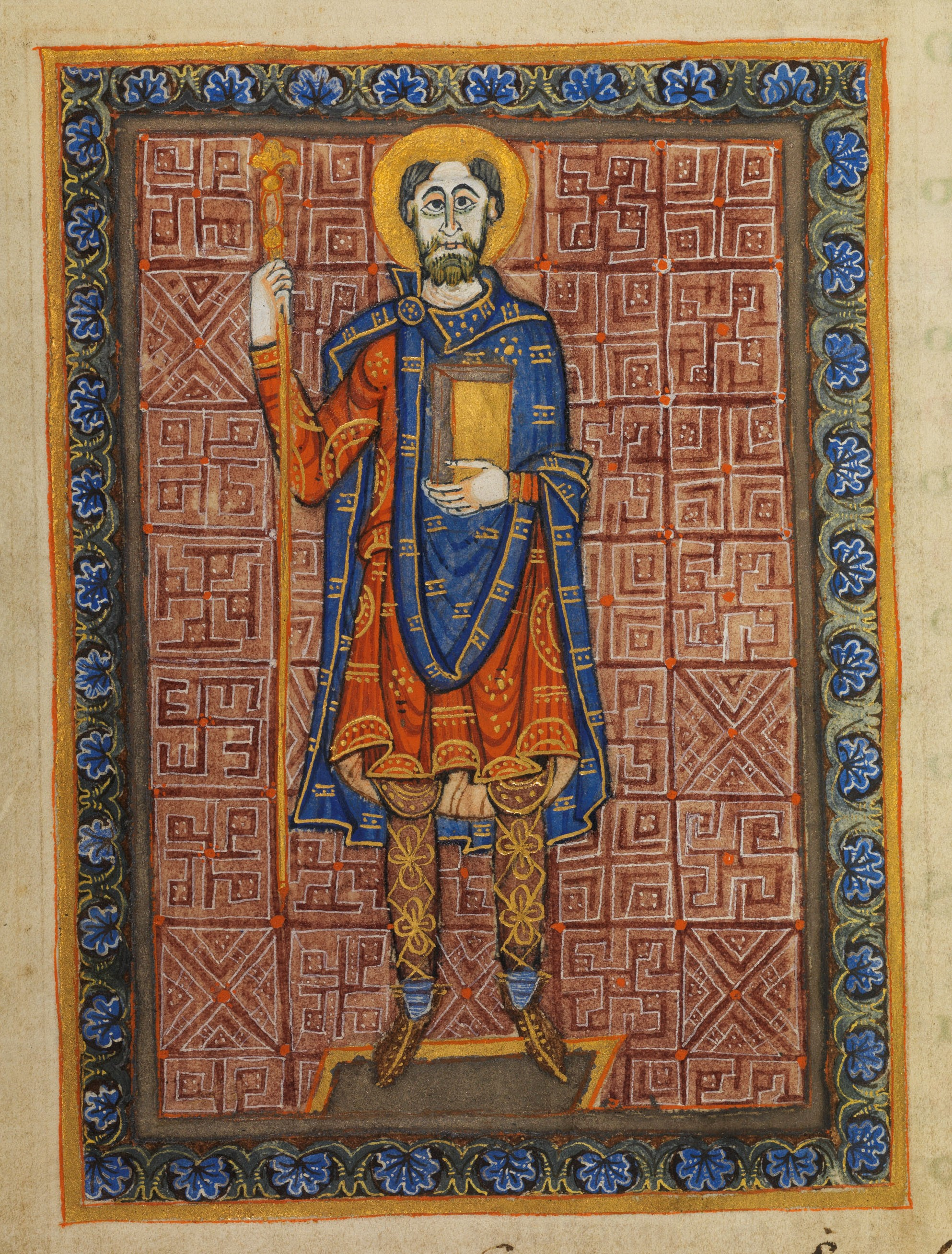
Hendrik II van Beieren (ca. 951 - 995)

Het jaar 984 is het 84e jaar in de 10e eeuw volgens de christelijke jaartelling.

## Gebeurtenissen

### Europa
- Voorjaar - De vierjarige koning Otto III wordt ontvoerd door Hendrik II ("de Twistzieke"), hertog van Beieren, die zijn hertogdom heeft teruggekregen na een opstand tegen de voormalige keizer Otto II ("de Rode"). Hij eist het regentschap op over de jeugdige Otto als lid van de Ottoonse dynastie. Na bemiddeling van aartsbisschop Willigis wordt Hendrik gedwongen Otto over te dragen aan zijn moeder, keizerin-gemalin Theophanu.[1]
- Lodewijk V ("de Nietsdoener"), koning van Aquitanië, laat zijn huwelijk met Adelheid van Anjou ontbinden (dit vanwege een groot leeftijdsverschil). Hij keert terug naar het hof van zijn vader, koning Lotharius III (II).[2]
- Koning Ramiro III wordt gedwongen, door een conflict met ontevreden edelen, de troon op te geven aan Bermudo II ("de Jichtige"). Hij wordt gekroond tot koning en regeert over de koninkrijken León en Galicië.[3]

### Azië
- Keizer En'yu doet afstand van de troon (na een regeerperiode van 15 jaar) ten gunste van zijn 16-jarige zoon Kazan, die hem opvolgt als de 65e keizer van Japan. En'yu trekt zich als priester terug in het klooster.[4]

### Religie
- 20 augustus - Paus Johannes XIV overlijdt in Rome als gevangene in de Engelenburcht na een pontificaat van 8 maanden. Hij is mogelijk vermoord of uitgehongerd in opdracht van de tegenpaus Bonifatius VII.[6]
- Bonifatius VII keert terug uit Constantinopel en krijgt steun van de machtige Romeinse Crescenzi-familie. Kort daarna neemt hij de pauselijke troon in handen.[7]
- Eerste schriftelijke vermeldingen van Gelinden en Montbéliard (gelegen in Bourgogne-Franche-Comté).

## Overleden
- 1 augustus - Æthelwold van Winchester, Engels bisschop
- 20 augustus - Johannes XIV, paus van de Katholieke Kerk
- 7 september - Diederik I, bisschop van Metz (r. 965 - 984)
- 16 september - Edith van Wilton, Engels prinses en non[8]
- 21 september - Warin, Duits aartsbisschop (r. 976 - 984)
- Buluggin ibn Ziri, heerser (emir) van Ifriqiya (r. 972 - 984)